# Der Zarenmörder
Der Zarenmörder (Цареубийца Zareubijza) ist eine Ko-Produktion der Sowjetunion mit dem Vereinigten Königreich unter der Regie von Karen Schachnasarow aus dem Jahr 1991.

## Handlung
Gegen Ende der 1980er Jahre geht der Chefarzt einer psychiatrischen Klinik in der Sowjetunion Alexander Jegorowitsch in Rente und stellt dem neuen Chefarzt Alexei Smirnow die interessanten Fälle seines Krankenhauses vor. Dazu gehört auch Jakow Timofejew, der in einem gemeinsamen Gespräch seine Lebensgeschichte erzählt. Er beginnt damit, selbst beim Attentat auf Russlands Zaren Alexander II. sein Leben verloren zu haben. Dann berichtet er, dass er nach einer Operation, bei der ihm seine erfrorenen Zehen abgenommen wurden, auf Eva traf, ein etwa fünfjähriges Mädchen, das ihm sagte, dass er nicht Timofejew sei, er aber die Zaren Alexander II. sowie Nikolai II. umgebracht hätte, und erzählte ihm die ganze Geschichte. Das Mädchen hat er lange Zeit nicht mehr gesehen, seit 18 Jahren lebt er nun bereits in Krankenhäusern und über eine Entlassung würde er sich, wegen der zu erlangenden Freiheit, sehr freuen.
In der Nacht wird Timofejew wach, da er das Gefühl hatte, ihm würde eine Schlinge um den Hals gelegt werden. Am nächsten Tag entdeckt Doktor Smirnow während eines Kontrollgangs durch den Raum der Arbeitstherapie am Hals Timofejews einen Bluterguss, wie von einer Schlinge, doch der weiß nicht, woher die Verletzung kommt. Der Krankenpfleger klärt den Doktor darüber auf, dass diese Auffälligkeit jedes Jahr zum gleichen Zeitpunkt auftaucht und in ein paar Tagen verschwunden sein wird. Eine Rücksprache mit dem ehemaligen Chefarzt ergibt, dass diese Verletzung jedes Jahr am 3. März auftritt, dem Tag, an dem im Jahr 1881 der Mörder Alexanders II.,  Ignati Grinewizki, geköpft wurde. In dem Zusammenhang erfährt Doktor Smirnow noch zusätzlich, dass im August jedes Jahres bei Timofejew Spuren eines Perforationsgeschwürs auftreten, welches er aber nicht hat. Es ist die Todesursache, an der Jakow Jurowski, der Mörder Nikolais II. und seiner gesamten Familie, im August 1939 in einem Moskauer Krankenhaus gestorben ist. Beide Ärzte sind sich sicher, dass es sich hierbei um eine Autosuggestion handelt und der Patient glaubt, beide Zaren umgebracht zu haben. Sie sind sich auch darüber einig, dass schizophrene Kranke heimtückisch und schlau sind und ihr Patient nur den Eindruck erwecken will, geheilt zu sein. Ein historischer Rückblick zeigt, wie ein Mittagessen mit Zar Nikolai II. mit seiner Familie abläuft.
Eines Abends wird Timofejew zum Chefarzt gerufen und von ihm nach seinen Verwandten gefragt. Darauf gibt er an, eine Schwester zu haben, die sich aber von ihm losgesagt hat. Die Kinder, die ihm der Doktor unterstellt, sind von Jakow Jurowski, der er einmal zu sein glaubte, doch diese Phase hätte er überwunden. Es war die Zeit, als er der Meinung war, persönlich den Zaren ermordet zu haben. Mitten im Gespräch wird er von starken Magenkrämpfen überwältigt. Am nächsten Tag bittet er den Doktor, seine Frau treffen zu können, wofür es einen wichtigen Anlass gibt. Darauf sucht Dr. Smirnow erneut den ehemaligen Chefarzt auf, der feststellt, dass Timofejew durch das abendliche Gespräch provoziert wurde und er nun wieder davon überzeugt ist, Jurowski zu sein. Smirnow schlägt nun vor, jemanden in die Rolle Nikolais II. schlüpfen zu lassen und wenn Timofejew diesen sieht, würde er dann glauben, dass der lebe und somit nicht dessen Mörder sein kann. Der alte Arzt ist mit einer Heilung nicht ganz einverstanden, da auch die Patienten mit ihrer Situation zufrieden sein können.
Timofejew, diesmal wieder als Jakow Jurowski, erinnert sich an den 30. April 1918, als er in Jekaterinburg mit dem Fahrrad in sein Fotoatelier fährt, um dort einige Aufnahmen zu machen. Anschließend will er zum Bahnhof, um als Mitglied der Tscheka-Leitung bei der Ankunft des Zaren mit seiner Familie anwesend zu sein, dort aber leider zu spät eintrifft. Also fährt er weiter zum Ipatjew-Haus, wo sie untergebracht werden sollten. Auch hier kommt er wieder zu spät, denn sie befinden sich bereits im Haus. Nun fährt er in das Hotel, wo die regionale Tscheka-Leitung untergebracht ist, um dem Verhör der Begleitpersonen des Zaren beizuwohnen. Von denen werden einige freigelassen und zwei auf einem nahegelegenen Friedhof erschossen. In diesem Moment unterbricht Dr. Smirnow die Erzählung und fragt, ob er an diesem Tag nicht von ihm in Jekaterinburg gesehen wurde, was Timofejew sehr verwirrt.
Am nächsten Tag trifft sich Dr. Smirnow mit dem alten Arzt und erzählt ihm, dass er in der Nacht aufwachte und aus einer acht Zentimeter langen Narbe auf dem Kopf blutete, obwohl diese nicht offen war, er sie vorher auch noch nie bemerkt hat und die jetzt wieder verschwunden ist. Alexander Jegorowitsch erzählt daraufhin die Geschichte, dass der älteste Sohn von Alexander III. 1891 von ihm auf eine Weltreise geschickt wird. Während einer Feier mit Freunden will Nikolai in einem Tempel urinieren, wo ihm ein Polizist deshalb mit seinem Säbel auf den Kopf schlägt. Zum Glück hat der griechische Thronfolger den Schlag mit seinem Spazierstock gedämpft, so dass es nur bei einer etwa acht Zentimeter langen Schramme blieb. Zum Schluss stellt er noch fest, dass es auf dem Gebiet des menschlichen Bewusstseins Sachen gibt, die nicht zu begreifen sind, aber noch wichtiger ist, es niemals begreifen zu wollen.
In einem erneuten Gespräch mit Dr. Smirnow erzählt Timofejew seinen Lebensweg als Jakow Jurowski bis zu dem Zeitpunkt, als er in Jekaterinburg sein Fotoatelier eröffnet. Während dieses Gesprächs verwandelt sich der Arzt in den Zaren Nikolai II. und geht in seinen Gedanken den Vorgängen in dem Jekaterinburger Ipatjew-Haus nach. Jetzt befinden sich beide Gesprächspartner auf einer Ebene. Nun spricht Smirnow als Zar und meint, dass er nicht nach Jekaterinburg wollte und sofort wusste, dass es das Ende bedeutete. Seine Gedanken gehen noch weiter zurück, bis in seine Kindheit, als man seinen Großvater ermordete, und er erzählt auch seinem Gegenüber davon. Er erwähnt auch, dass er nie Zar werden wollte, er wollte kein Mensch sein, der von allen Leuten gehasst wurde. Auf dieser Ebene gibt es noch mehrere Gespräche zwischen den beiden, bis Jurowski dem Zaren eröffnete, dass beschlossen wurde, ihn zu töten.
Dr. Smirnow, der noch nie in Swerdlowsk, wie Jekaterinburg in der Sowjetunion heißt, war, begibt sich nun dorthin und bezieht in einem Hotel Quartier. Bei einem Spaziergang durch die Stadt fühlt er sich sofort in das Jahr 1918 versetzt und erlebt noch einmal seine Ankunft als Zar in der Stadt. Timofejew erinnert sich im Krankenhaus, als Jurowski, an das Jahr seines Todes 1938, als ihm die Geschehnisse im Ipatjew-Haus wieder einfielen. Obwohl beide sich räumlich sehr weit auseinander befinden, gibt jeder von ihnen seine Erinnerungen an die Vorgänge im Jahr 1918 wieder. Zar Nikolai II. wird mit seiner gesamten Familie in einen Kellerraum des Hauses gebracht und alle werden dort von Timofejew und einigen Helfern erschossen. Anschließend werden die Toten unkenntlich gemacht und in einem Massengrab verscharrt. Darüber werden noch Schwellen gelegt, die mit Autos zusätzlich festgefahren werden. So werden die Toten nie von den Weißen gefunden, wie Jurowski anschließend erzählt.
Aus dem Hotel in Swerdlowsk wird ein verstorbener Gast herausgetragen und weggefahren. Jakow Timofejew sitzt im Therapieraum seines Krankenhauses und geht wie immer seiner Arbeit nach.

## Produktion und Veröffentlichung
Der in Farbe von den Produktionsfirmen Mosfilm (Gruppe Kurier) und Spectator Entertainment gedrehte Film wurde weltweit das erste Mal im Mai 1991 als Wettbewerbsbeitrag während der Internationalen Filmfestspiele von Cannes aufgeführt. Es folgten die Premieren im Oktober 1991 in Moskau und am 1. Oktober 1993 in London. Die deutsche Erstaufführung erfolgte am 11. November 2005 in Berlin.